# Regensburger Personenschifffahrt Klinger

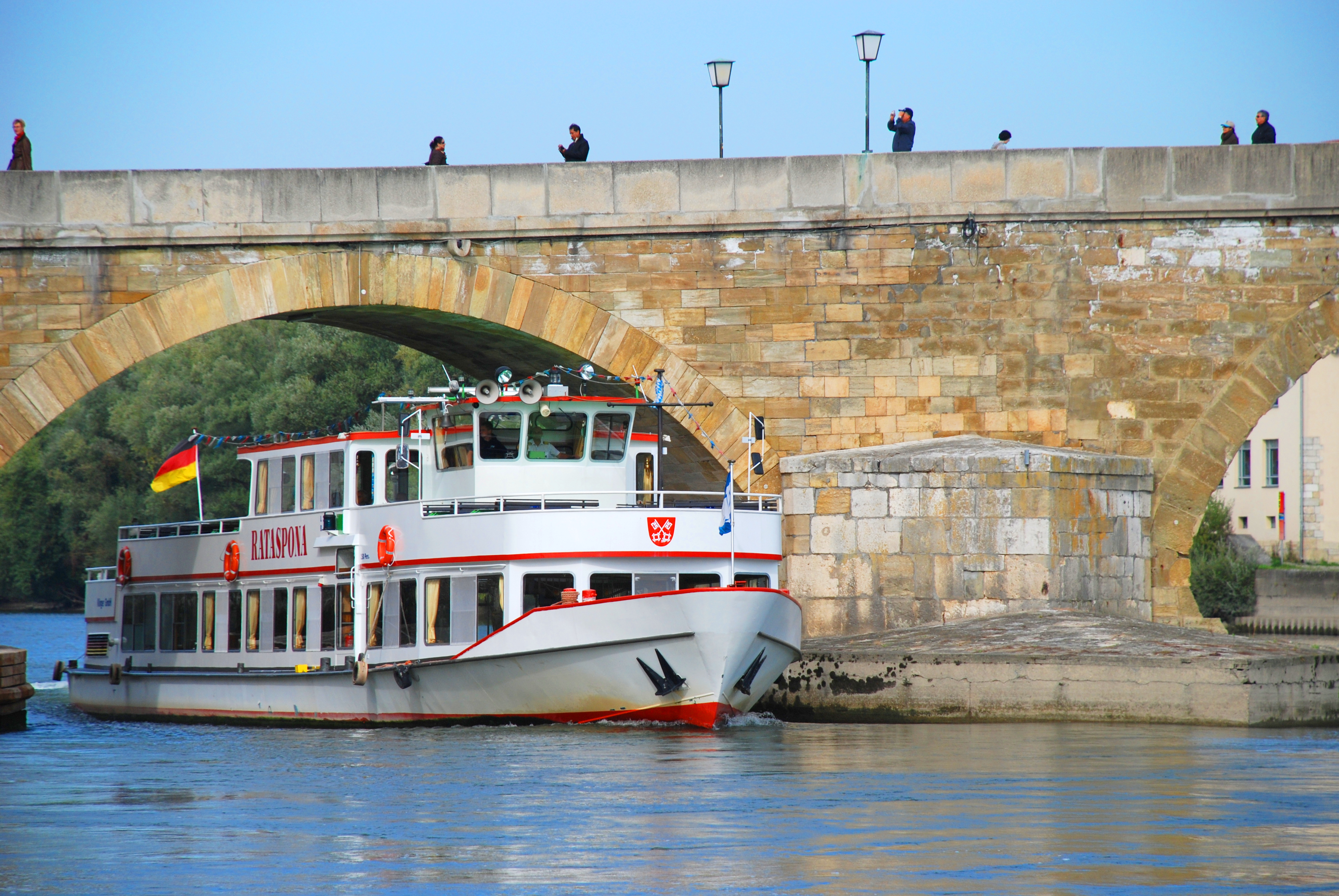
Strudelfahrt mit der Rataspona

Die Regensburger Personenschifffahrt Klinger ist eine Reederei mit Sitz in Regensburg, die seit ihrer Gründung im Jahr 1963 Fahrgastschifffahrt auf der Donau betreibt.

## Geschichte
Das Unternehmen wurde von den Brüdern Max (* 1928), Karl (* 1930) und Hermann Klinger (* 1940) gegründet. Alle Brüder absolvierten eine Ausbildung zum Schiffer und arbeiteten zunächst für den Bayerischen Lloyd. Max Klinger überlebte im Juni 1944 als Schiffsjunge eine Minenexplosion und den Untergang der Ruthof bei Érsekcsanád in Südungarn.
Ab 1960 arbeiteten Hermann und Karl Klinger als Schiffsführer bei der Dreiflüsserundfahrt in Passau für die Firma Köck, während Max Klinger für die Firma Vogl tätig war. 1963 machten sich Max und Karl Klinger mit dem Kauf ihres ersten Schiffs Neckartal, das sie in Batavia umbenannten, selbstständig.
1964 schlossen sich die Betriebe Klinger, Köck und Vogl zur Betriebsgemeinschaft Dreiflüsserundfahrt zusammen, die bis 1971 Bestand hatte. 1965 wurde das zweite Schiff, die Neptun aus Düsseldorf, erworben. Prominentester Fahrgast war der ehemalige Bundespräsident Theodor Heuss. 1968 begann Klinger mit der Neptun die Strudelrundfahrt in Regensburg, jedoch wurde das Angebot zunächst kaum angenommen. Erst nach mehreren Anläufen und Schwierigkeiten etablierte sich die Fahrt ab 1974 dauerhaft. 1974 kaufte Klinger die Renate und benannte sie in Rataspona um. Ein neuer Anleger näher am Stadtzentrum und steigende Fahrgastzahlen führten dazu, dass die Neptun  bald zu klein wurde und 1978 durch die Vaterland, später Castra Regina, ersetzt wurde. 1979 übernahm Klinger die Walhalla-Schifffahrt und charterte das Schiff Walhalla.
In den folgenden Jahren wurde die Flotte ausgebaut, u. a. mit dem Kauf der Jochenstein, der späteren Rataspona und der Rheinpfalz, der späteren Regensburg. Nach dem Tod von Karl Klinger übernahm der Sohn Karl Klinger junior zusammen mit Max Klinger die Führung der Reederei. 1988 verstarb auch Max Klinger. 1989 wurde die Sonntagsfahrt nach Riedenburg ins Programm aufgenommen. 1985 verlegte die Firma ihren Sitz endgültig nach Regensburg. 1994 erfolgte die Umbenennung in „Regensburger Personenschifffahrt Klinger GmbH“. In den 1990er und 2000er Jahren wurden mehrere Schiffe verkauft und neue erworben, darunter 1998 die dritte Rataspona und 2003 die Regensburg. 2013 wurde mit der Fürstin Gloria der erste eigene Neubau in Dienst gestellt.

## Trivia
Für den von der Reederei mehrfach verwendeten ungewöhnlichen Schiffsnamen „Rataspona“ gibt es verschiedene Deutungen. Wissenschaftler bringen ihn mit dem  Flussufer in Zusammenhang. Es könnte die Bezeichnung für einen Schiffsanleger an einer wichtigen Handelsroute aus keltischer Zeit gewesen sein.

## Programm
Das Unternehmen bietet folgende Arten von Fahrten an:
- Strudelrundfahrten
- Walhallafahrten
- Fahrten nach Lohstadt
- Christkindlfahrten
- Fahrten nach Kelheim/Weltenburg in Kooperation mit der VSK (Vereinigten Schifffahrten Kelheim) der Firma Schweiger
- Charterfahrten
- Themen- und Eventfahrten

## Flotte
Die Flotte der Reederei umfasste in den Jahren folgende Schiffe:
- Batavia (Baujahr 1926); 1963 gekauft, 1973 verkauft an Wurm, Passau; 1975 abgestellt, 1981 verschrottet.
- Neptun (Baujahr 1962); 1965 gekauft, 1977 verkauft an Strobel, Passau.
- Bayern; 1970 gebaut für Klinger, Köck und Vogl, 1971 Anteile von Klinger verkauft; 1984 verkauft, heutiger Name Unterach.
- Rataspona; (Baujahr 1931), 1974 gekauft, 1980 an den Wallsee verkauft – wahrscheinlich nach 2007 als White Lady verschrottet.
- Castra Regina (Baujahr 1960); 1978 gekauft, ab 1995 verchartert an die Oberelbe, 2002 verkauft nach Prag, heutiger Name Regina.
- Walhalla; (Baujahr 1935), 1979–1986 gechartert.
- Rataspona; (Baujahr 1926), 1980 gemietet, 1981 gekauft, 1998 verkauft nach Holland, heutiger Name Klifrak
- Regensburg 1984 gekauft, 1998 an Havel-Dampfschifffahrt Potsdam verkauft, heutiger Name Fridericus Rex
- Hohe-Nau (Baujahr 1927, Umbauten 1956 / 1966 / 1975); gebaut als ungarischer Minenleger, 1945 als Kriegsbeute an USA, 1956 Umbau zum Zugschiff, 1966 Umbau zum Personenschiff, 1975 verlängert auf 37 Meter, verkauft 1993 von Klinger an SEG „Hohe Nau“, von dieser dann gechartert, 2005 verkauft nach Budapest, heutiger Name Fanny
- Johannes Kepler (Baujahr 1974); 1988 an SEG Johannes Kepler GbR verkauft, bereedert von Fa. Klinger, seit 2003 endgültig von Klinger gekauft
- Rataspona (Baujahr 1976); 1998 gekauft
- Donau (Baujahr 1950) Motorgüterschiff; ursprünglich 1925 gebaut, 1945 durch Bombentreffer versenkt, 1948–50 „rekonstruiert“ (sprich schrittweise neu gebaut und vergrößert), ab 1982 für Kiesbaggerei Almer im Einsatz, 1991 gekauft von Klinger, diente erst als Anleger, heute als Werkstattschiff (Werftstraße)
- Regensburg (Baujahr 1985); 2003 an SEG Regensburg GbR verkauft
- Fürstin Gloria (Baujahr 2013); erster eigener Neubau, 2013 überführt nach Regensburg
- Siebnerin (Baujahr 2006); gekauft 2014 aus Österreich